# Šujské rašelinisko
Šujské rašelinisko este o arie protejată (arie specială de conservare — SAC, sit de importanță comunitară — SCI) din Slovacia întinsă pe o suprafață de 13,02 ha, integral pe uscat.

## Localizare
Centrul sitului Šujské rašelinisko este situat la coordonatele 49°03′44″N 18°37′12″E / 49.062222°N 18.62°E.

## Înființare
Situl Šujské rašelinisko a fost declarat sit de importanță comunitară în aprilie 2004 pentru a proteja 6 specii de animale. Situl a fost protejat și ca arie specială de conservare în martie 2004.

## Biodiversitate
Situată în ecoregiunea alpină, aria protejată conține 4 habitate naturale: Pajiști cu Molinia pe soluri calcaroase, turboase sau argilos-nămoloase (Molinion caeruleae), Lacuri și iazuri distrofice naturale, Liziere de ierburi înalte hidrofile de câmpie și de nivel montan până la alpin, Mlaștini alcaline.
La baza desemnării sitului se află mai multe specii protejate:
- amfibieni (1): izvoraș-cu-burta-galbenă (Bombina variegata)
- mamifere (1): vidră de râu (Lutra lutra)
- nevertebrate (3): Coenagrion ornatum, Vertigo angustior, Vertigo geyeri
- pești (1): zglăvoacă (Cottus gobio)

Pe lângă speciile protejate, pe teritoriul sitului au mai fost identificate 14 specii de plante, 3 specii de amfibieni, 4 specii de mamifere, 1 specie de nevertebrate, 1 specie de pești, 1 specie de reptile.